# Martin Zimmermann (Skispringer)
Martin Zimmermann (* 1. September 1978) ist ein ehemaliger österreichischer Skispringer.

## Werdegang
Zimmermann gewann im Teamspringen bei der Junioren-Weltmeisterschaft 1995 in Gällivare mit der Mannschaft die Silbermedaille und schaffte dadurch den Sprung in den B-Kader und damit in den Skisprung-Continental-Cup. In seiner ersten Saison 1995/96 erreichte er mit vier Punkten den 127. Platz in der Gesamtwertung. 1996 gewann er erneut Teamsilber bei der Junioren-Weltmeisterschaft in Asiago. In der Saison 1996/97 erreichte er im Continental Cup den achten Platz der Gesamtwertung.
Nachdem er auch zu Beginn der Saison 1997/98 erfolgreich im Continental Cup punktete, erhielt er am 1. März 1998 erstmals die Möglichkeit, beim Skiflug-Weltcup in Vikersund zu starten. Verpasste er im ersten Springen noch mit Platz 46 den zweiten Durchgang, gewann er im zweiten Springen mit Platz 26 erste Weltcup-Punkte. Auch in Lahti, Falun und Trondheim gewann er Punkte und belegte am Ende der Weltcup-Saison 1998/99 den 58. Platz im Gesamtweltcup.
Nachdem er in der Folgesaison wieder im Continental Cup an den Start ging, jedoch nur selten erfolgreich war, hatte er 2000 noch einmal einen Weltcup-Start zur Vierschanzentournee 1999/2000 in Innsbruck und Bischofshofen im Rahmen der Nationalen Gruppe. Nachdem er die Saison 1999/2000 nur auf Platz 84 der Gesamtwertung abgeschlossen hatte, beendete er seine aktive Karriere.